# Харківська (станція метро)
50°24′3″ пн. ш. 30°39′8″ сх. д. / 50.40083° пн. ш. 30.65222° сх. д.
«Ха́рківська» — 37-ма станція Київського метрополітену. Розташована на Сирецько-Печерській лінії між станціями «Позняки» та «Вирлиця». Відкрита 28 грудня 1994 року.

## Конструкція
Конструкція станції — Односклепінна станція мілкого закладення, має підземний зал з однією острівною прямою посадочною платформою.
Колійний розвиток:Станція з колійним розвитком:6-стрілочні оборотні тупики з боку станції «Вирлиця».
Як і на станції «Житомирська» було застосовано прийом «перетікання» вестибюлів в станцію і навпаки.
Платформа з двох боків з'єднана сходами з підземними вестибюлями, сполученими з підземними переходами під транспортною розв'язкою (на перетині проспекту Миколи Бажана та вулиці Ревуцького). Має два виходи. Наземних вестибюлів немає.

## Опис
Станція розташована на проспекті Бажана біля озера Вирлиця. Основна ідея авторів — об'єднання платформної дільниці з вестибюлями у єдину композицію. Світлова лінія, що пронизує обидва вестибюлі й виходить на платформу, оглядові балкони, що виходять прямо з вестибюля у простір платформи та склепіння станції, що також перетікає у вестибюлі — дозволило це зробити. Особливості конструкції — незвична пластика колійної стіни без кабельних шаф. Світильники «виростають» зі стелі ніби краплі сталактиту. Приколійні стіни невеликої висоти активно доповнюють образ станції, підкреслюючи естетичну цінність опоряджувальних матеріалів.
Внутрішній підземний простір станції повністю розкрито завдяки застосуванню залізобетонних конструкцій, внаслідок чого середній і бокові касові зали зливаються в єдиний простір. Назва станції зроблена з граніту в облицюванні колійної стіни, тому перейменування їй не загрожують.

## Пасажиропотік
| Рік                           | 2009 | 2011 | 2012 | 2013 | 2014 | 2015 | 2016 | 2017 | 2018 |
| ----------------------------- | ---- | ---- | ---- | ---- | ---- | ---- | ---- | ---- | ---- |
| Пасажиропотік, тис. осіб/добу | 33,4 | 30,9 | 30,0 | 30,2 | 28,3 | 26,6 | 26,3 | 26,8 | 26,1 |

## Галерея

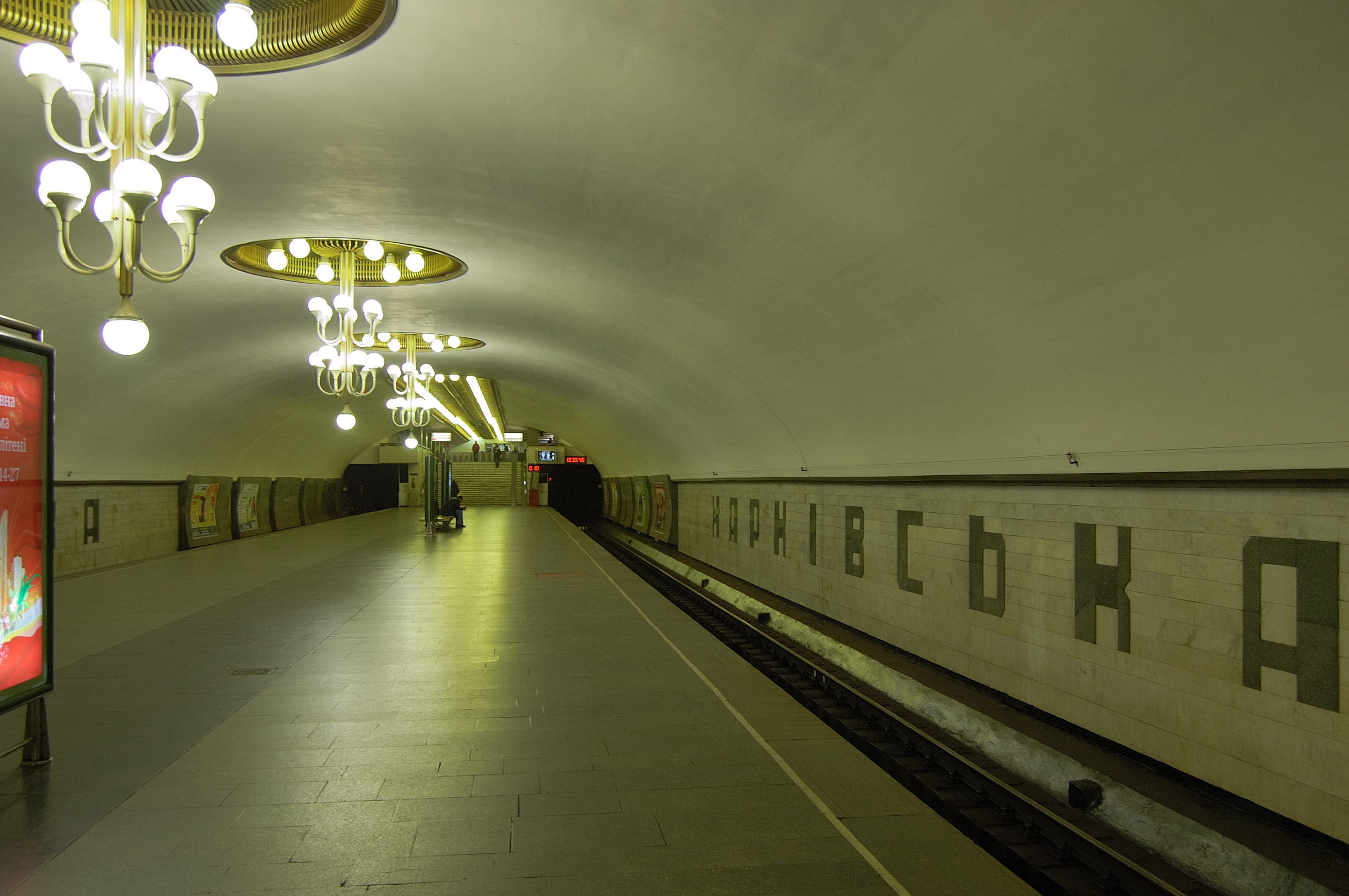
Платформа станції
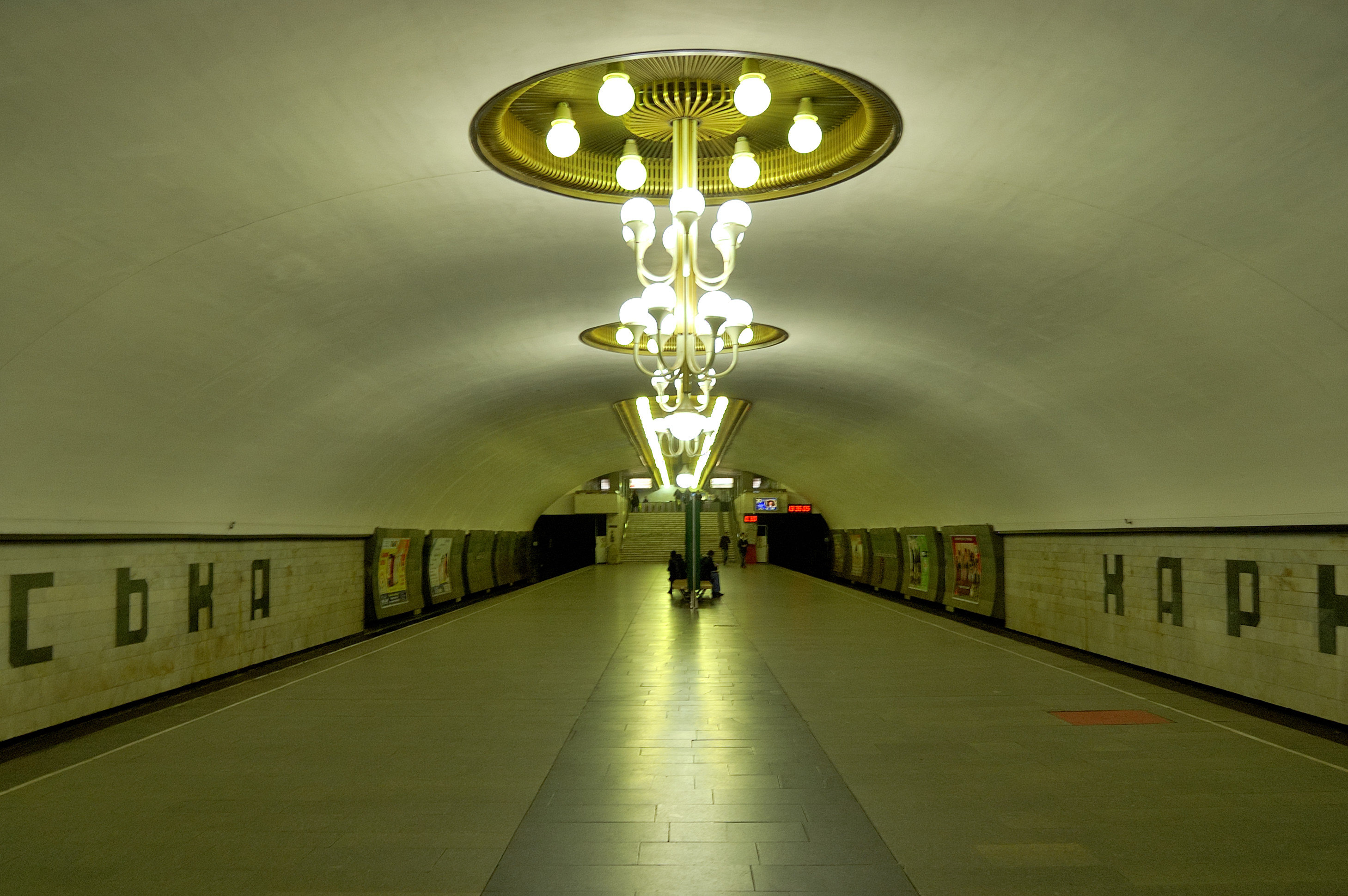
Платформа станції
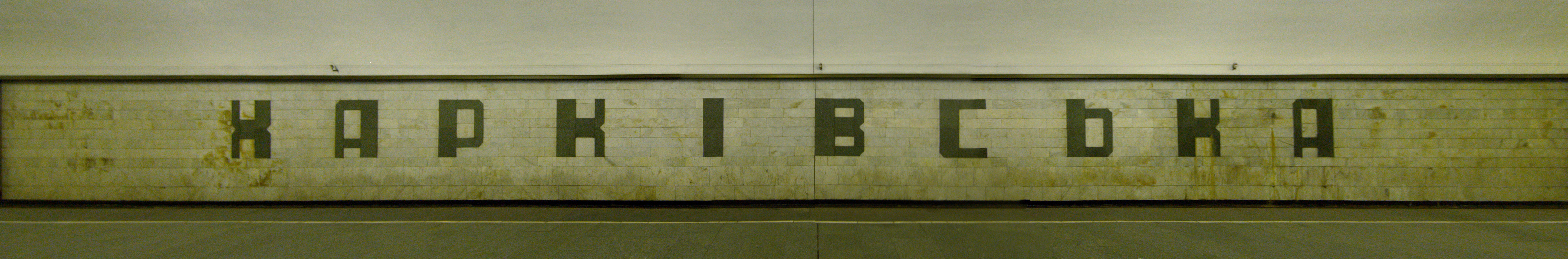
Назва станції на колійній стіні
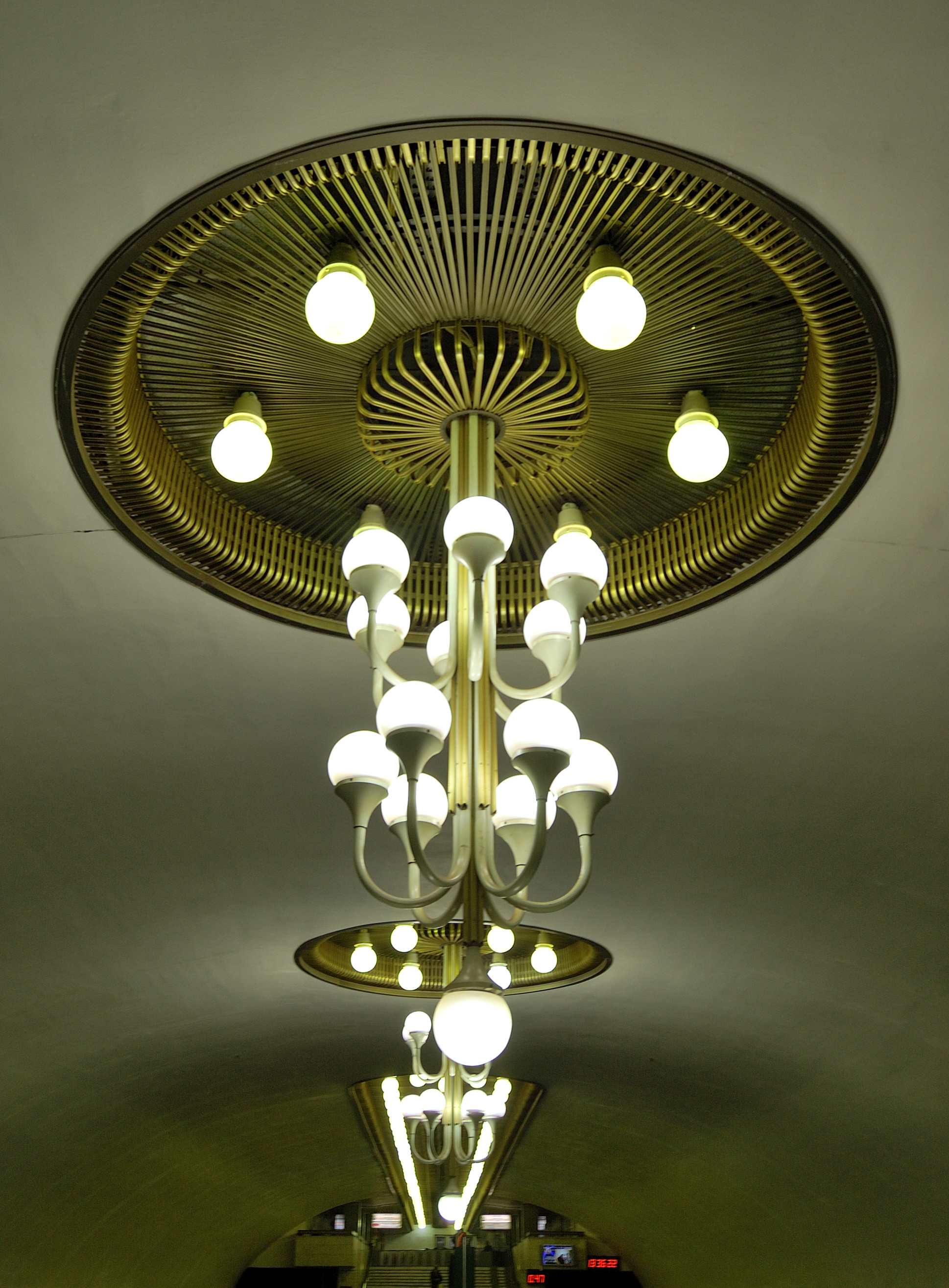
Світильник над платформою
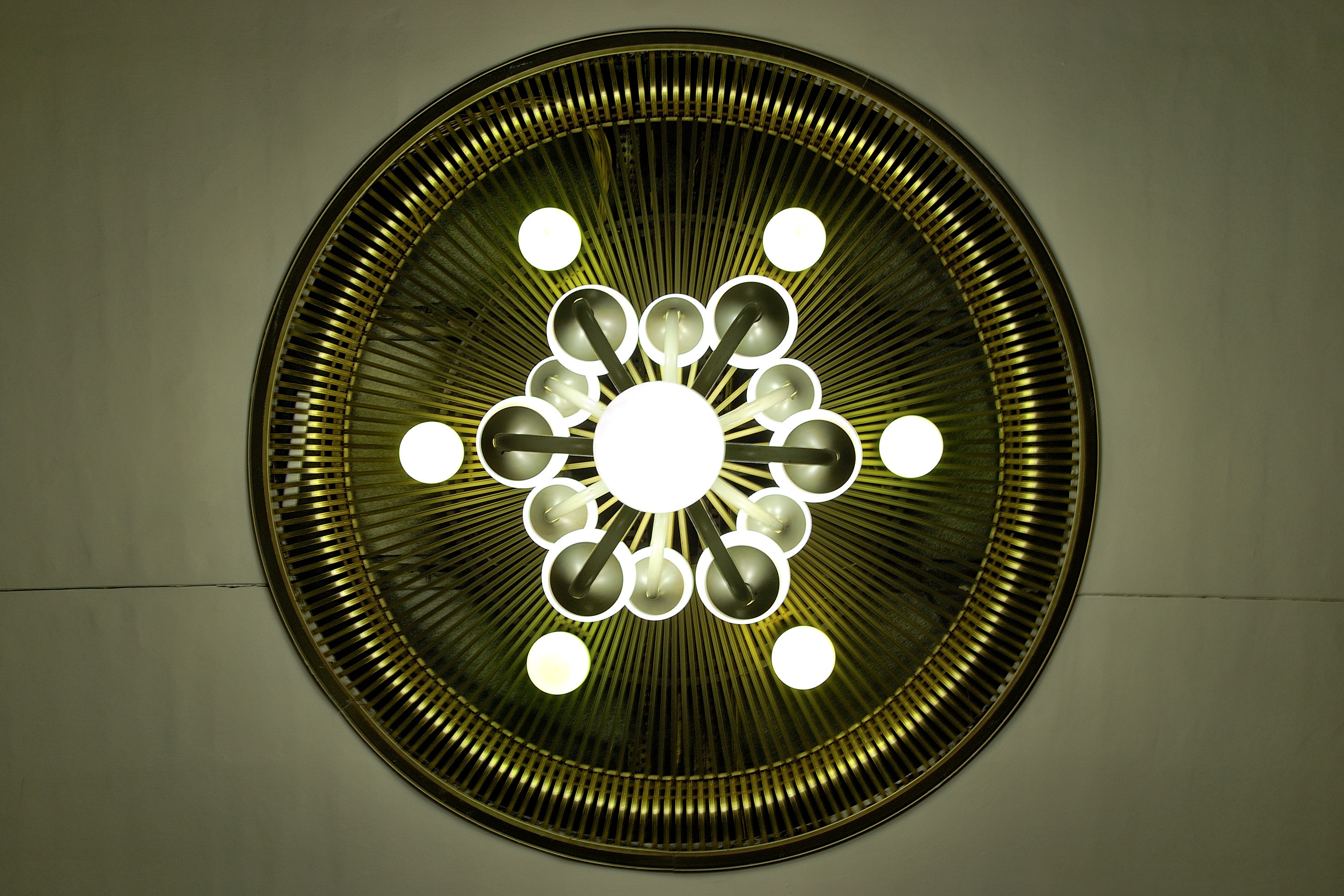
Світильник над платформою
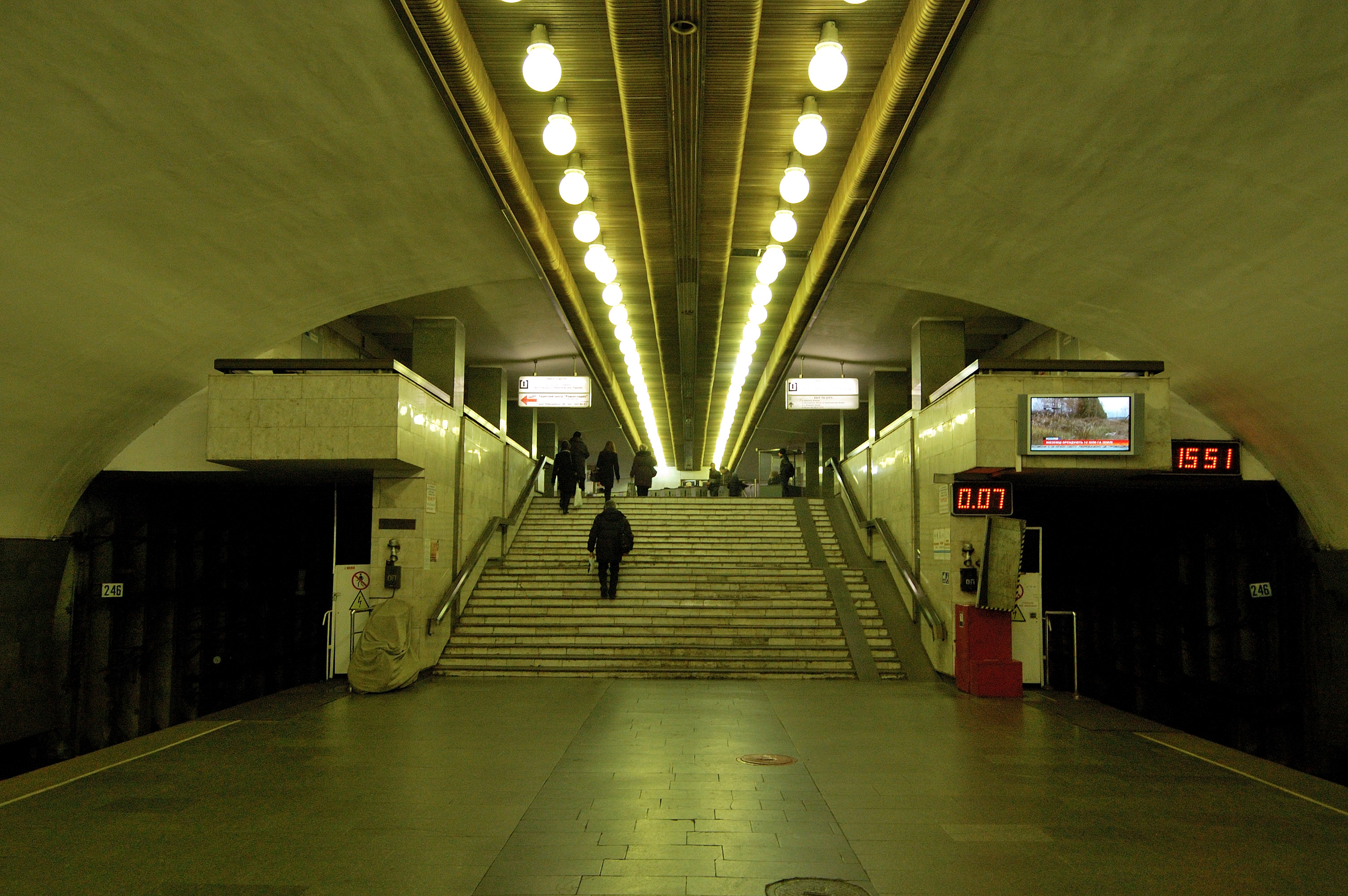
Сходи с платформи
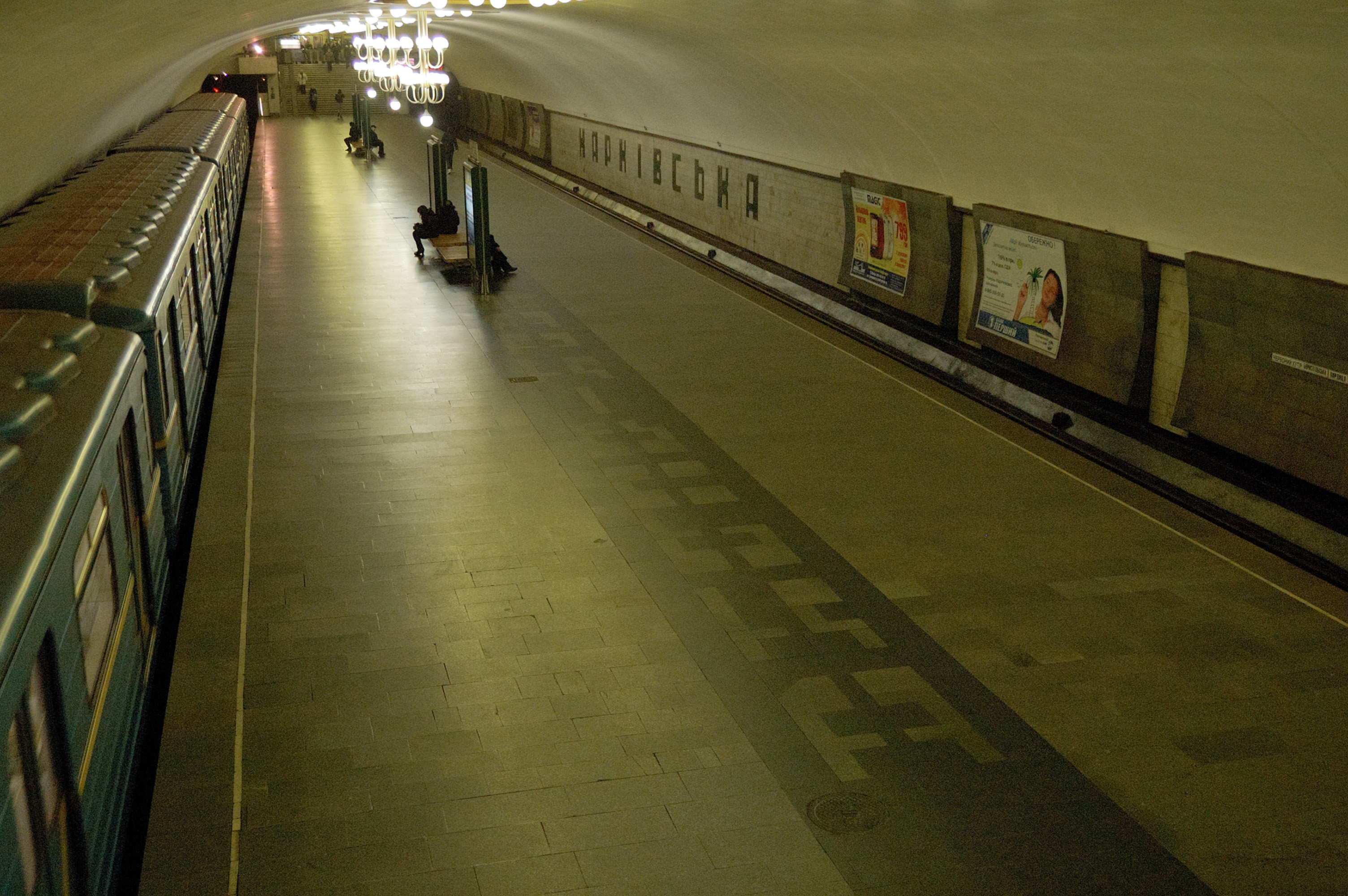
Назва станції на підлозі платформи
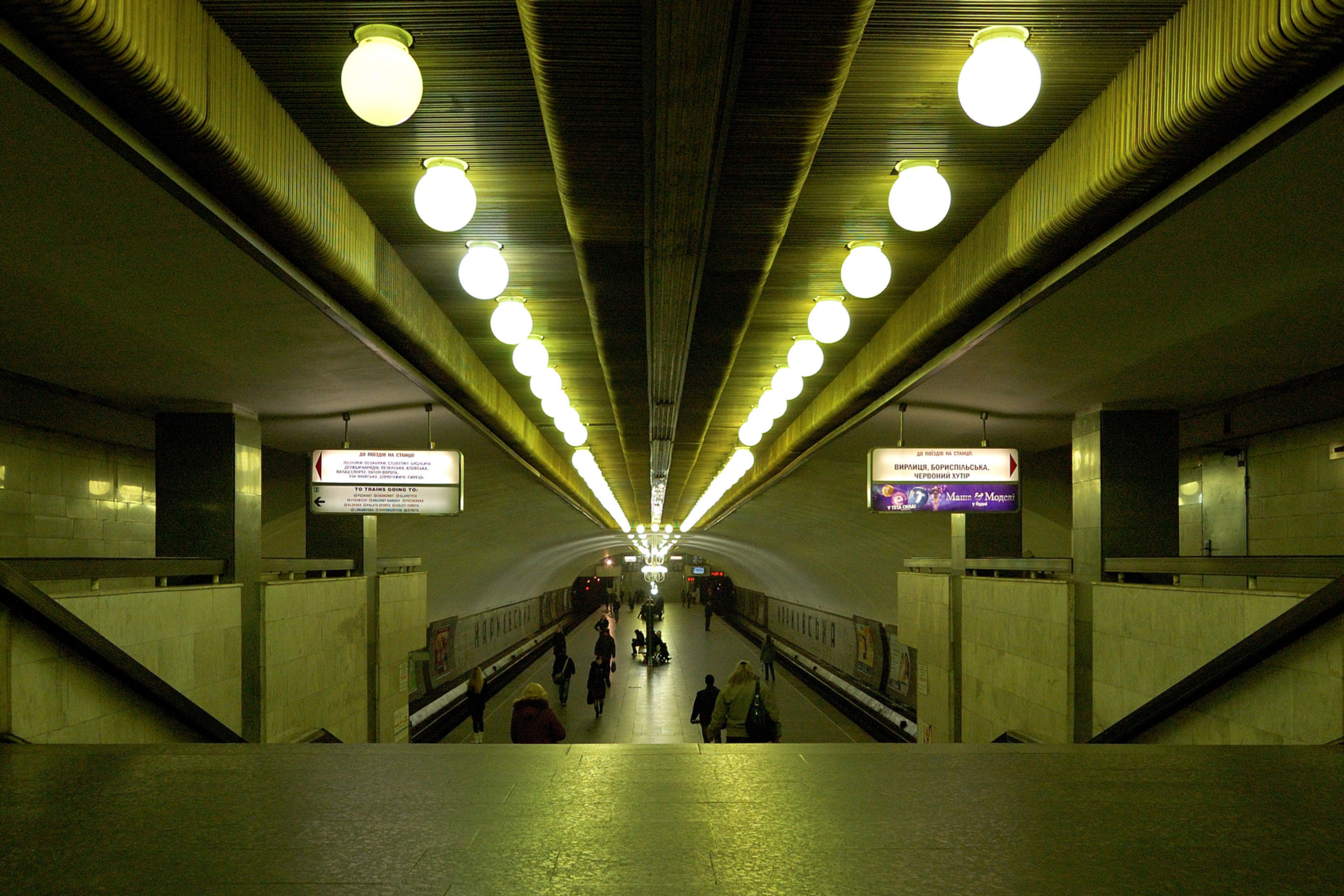
Вигляд на платформу з підземного вестибюля
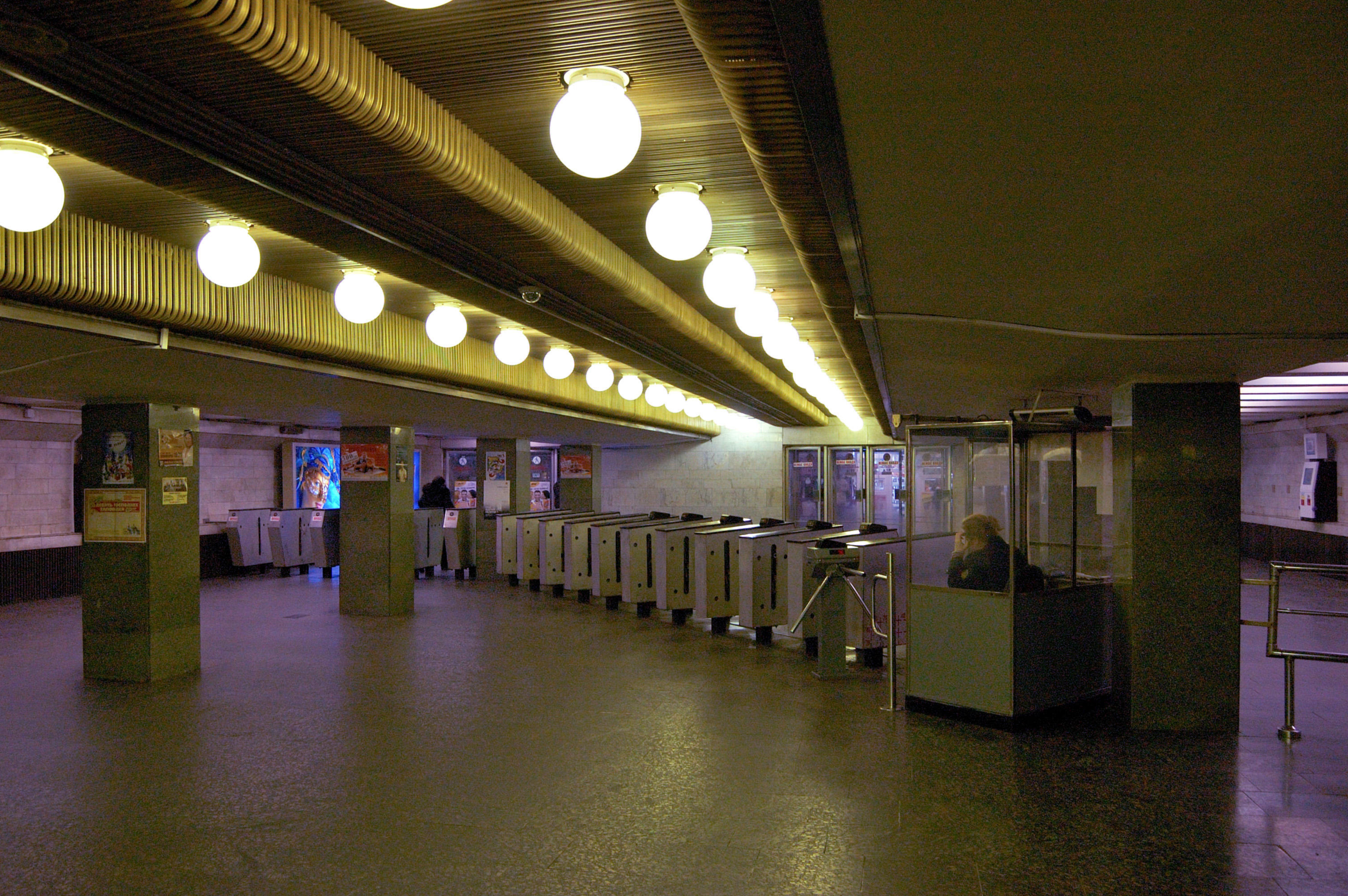
Підземний вестибюль
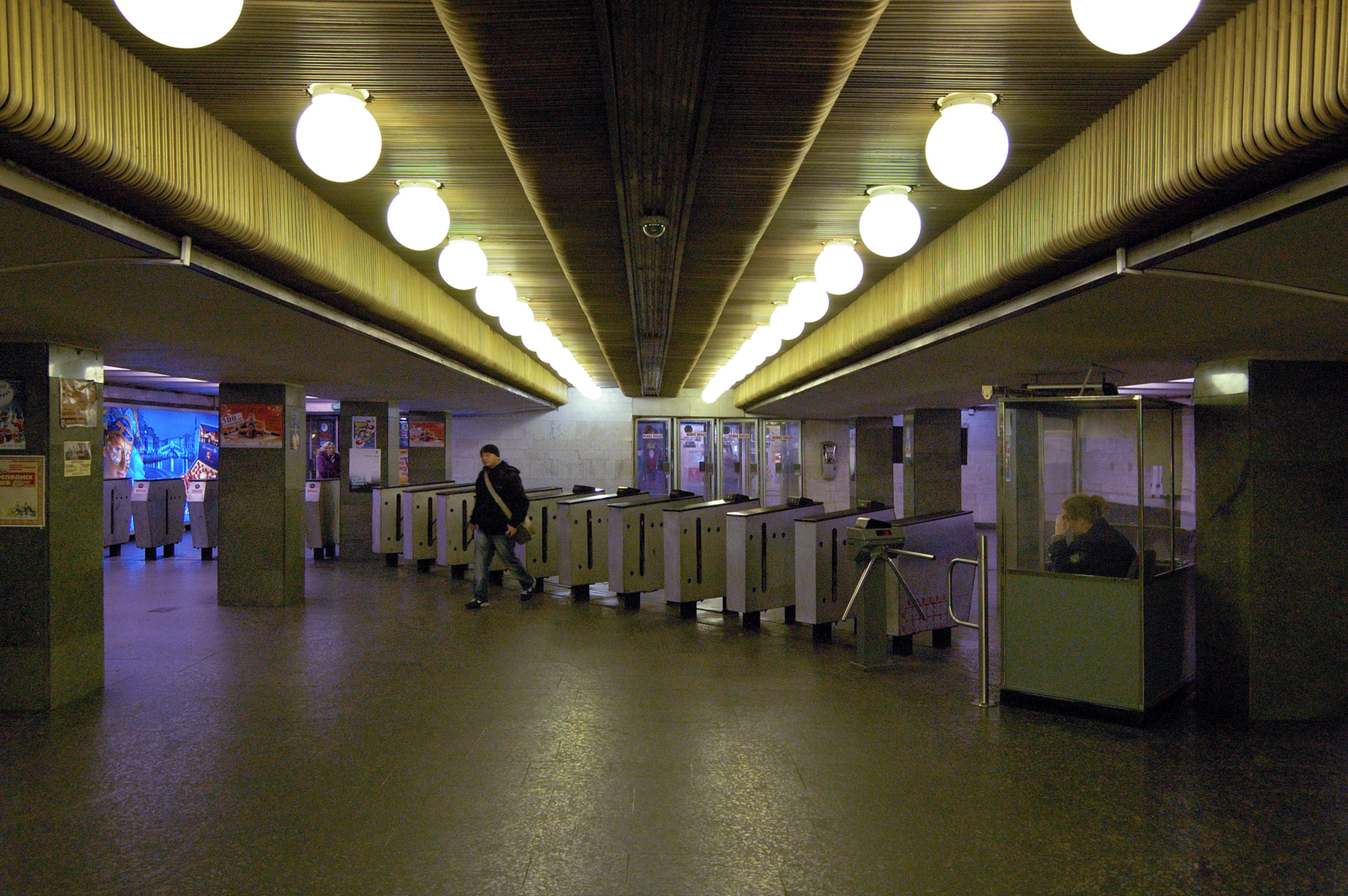
Підземний вестибюль